# Hybos nitens
Hybos nitens är en tvåvingeart som beskrevs av Enrico Adelelmo Brunetti 1913. Hybos nitens ingår i släktet Hybos och familjen puckeldansflugor. Inga underarter finns listade i Catalogue of Life.